# Разновидност на езика
Разновидностите на езика или езиковите разновидности са онези отлики при един език, които го отличават видово и функционират в някои комуникативни ситуации в рамките на определени социални групи или на някои територии от разпространението на езика.
Разновидностите на езика проявяват характеристиките си на различни нива на езиковата структура и биват:
1. лексикални;
2. граматични и
3. фонетични.

Социалната разновидност на езика се разглежда лингвистично в строга йерархична последователност:
1. идиолект – речта на индивида;
2. еколект, неотдавнашен термин-неологизъм за обозначение на семейно-родовата реч;
3. говор;
4. диалект;
5. наречие;
6. език, който се изучава от лингвистиката.

Нерядко при изучаването и представянето на разновидностите на езика се употребява и неутралния термин "идиом„, като обозначение на примери за случаи с неуточнен статус, който от своя страна може да бъде или неважен или неопределен.
Най-същественият въпрос който разглежда и се цели да се установи посредством езиковите разновидности е отговора на въпроса „Явяват ли се два близки идиома диалекти или са различни езици?“. При разрешаването на този Въпрос „език или диалект“ често освен научни от гледна точка на лексикалната семантика и лингвистиката се излагат и политически мотиви и аргументи – виж политически статус на македонския език.
В зависимост от социалната среда в която функционира езика се различават следните негови разновидности:
1. койне;
2. литературен език;
3. просторечие;
4. социолект;
5. етнолект.

Също така лингвистиката прави разграничение и диференциация на разни типове разновидности на езика. Те се разделят в зависимост от условията в които функционира езика на:
1. Лингва франка;
2. контактен език и
3. смесен език.

В зависимост от наличието или не на писмена традиция, разновидностите на езика биват писмени и безписмени, а в зависимост от политическия статут който имат езиците, те са държавен, официален, регионален и малцинствен. В зависимост от функционалното предназначение на езика се различават административен и богослужебен език, а в зависимост от степента на владеене на езика от даден индивид се разграничават роден, домашен, разговорен, работен, втори и чуждестранен език.
В резултат от научни социолингвистични експерименти могат и са създадени и изкуствени езици за общуване, които не са се формирали по естествен път като есперантото.